# Кауи, Ричард
Ричард Кауи (англ. Richard Kahui, родился 9 июня 1985 в Токороа) — новозеландский регбист, играющий на позиции центрового или крыльевого за клубы «Чифс» и «Тошиба Брэйв Люпус». Чемпион мира в составе сборной Новой Зеландии 2011 года.

## Карьера

### Клубная
Дебютировал за команду провинции Уаикато в чемпионате провинций 2004 года. В 2006 года на Кубке Air был признан лучшим бомбардиром по попыткам, завоевав титул игрока года по итогам турнира. В Супер Регби дебютировал в 2006 году в составе клуба «Хайлендерс», в 2007 году перешёл в «Чифс», с которыми выиграл чемпионат в 2012 году. В 2013 году заключил двухлетний контракт с японским «Тошиба Брэйв Люпус».

### В сборной
Кауи был призван в сборную в 2008 году, дебютировав 21 июня в матче против Англии. На позиции в центре (номер 13) он отыграл весь матч, оформив попытку и внеся вклад в победу со счётом 44:12. Играл на фланге во время матча Бледислоу Кап 2009 против Австралии, однако получил травму плеча и выбыл на полгода, пропустив оставшиеся матчи сезона Супер 14. Вернулся в сборную в 2010 году, оформив попытку в тест-матче против Уэльса. На следующей неделе в поединке против ЮАР Ричрад остался в резерве, однако вышел в перерыве на замену. На чемпионате мира 2011 года оформил по две попытки в матчах против Тонга и Японии.